# ITU-T
Az ITU Telekommunikációs szabványosítási területe az (ITU-T) az International Telecommunication Union (ITU) oldaláról koordinálja a telekommunikációs szabványosítást. A ITU székhelye Genfben van, a szervezet 1992 előtt International Telegraph and Telephone Consultative Committee (CCITT, a "Comité consultatif international téléphonique et télégraphique" francia elnevezése alapján) néven volt ismert, a magyar elnevezése a Nemzetközi Távíró és Telefon (technikai) Konzultatív Bizottság volt.

## Elsődleges funkciója
Az ITU-T a telekommunikációval és távközléssel kapcsolatos nemzetközi szabványosításra szakosodott szervezet. Az általa kiadott nemzetközi szabványok, az (ITU-T) "Ajánlások" (a szót, megkülönböztetésül az általános értelemben vett "ajánlások"tól, nagy kezdőbetűvel írják). Mióta az ITU-T a ITU része, ami az ENSZ egy szervezete, a kiadott szabványok sokkal formálisabbak lettek, és olyan jelzésekkel látták el, amelyekkel egyértelműen és könnyen azonosítani lehet azokat.
Az ITU-T a működésével lefedett területet több részre osztotta fel, amelyeket egy egyedülálló nagybetűvel azonosít, ez a "sorozat" azonosítója (lásd később). Minden Ajánlás egy sorozathoz (betűjel) tartozik, amin belül egy sorszám azonosítja, például "V.90".

## Története
Az ITU-T története 1960-ban kezdődött, de a mai nevét és formáját csak 1992-ben nyerte el. A CCITT Ajánlások, amelyek négy évente jelentek meg az őket véglegező "plenáris ülések" után, színekről elnevezett kötetekben. A "szín" egyben a kötet fedőlapjának a színét is jelentette, és a teljes Ajánlat gyűjteményt tartalmazta, így az 1980-ban megtartott plenáris ülés után a Sárga Könyv (Yellow Book), az azt követő plenáris ülés után 1984-ben megjelent a Vörös Könyv (Red Book). A különböző könyvek kisebb, néhány száz oldalas "fejezetekre" voltak osztva, amelyeket külön is meg lehetett vásárolni. A négyéves szabványosítási ciklus miatt a CCITT kicsit késve tudta csak követni az időközbeni változásokat és lassan változtatta a szervezeti felépítését is.

## Az ITU 1970-1990 közötti újjászervezése
Az 1980-as évek elején a személyi számítógépipar fellendülése miatt új, mindenki által elfogadott gyakorlati megoldások kezdtek elterjedni a felhasználók és az üzleti terület képviselői között, az "piacvezető" technológiák viszont általában nem voltak szabványosítva a kommunikációs technológiák között. Ezért a szabványosítási szervezeteknek meg kellett gyorsítaniuk a munkájukat, vagy a meglévő de facto szabványokat kellett kisebb átalakításokkal elfogadniuk, hogy azok valóban szabványként funkcionálhassanak. Sajnos, mind a Nemzetközi Szabványügyi Szervezet (International Organization for Standardization), az (ISO), mind pedig a CCITT nagyon lassan alkalmazkodott megváltozott piaci körülményekhez.
Néhány esetben, szerencsére főként a cégek által tulajdonolt "szabványok" esetében volt kusza a helyzet, nem volt tiszta, hogy ki is a győztes (melyik ipari szabványból válik nemzetközi szabvány); ez történt, illetve történik a színes fax technológiával. Egyéb jelenségek is bonyolították a helyzetet: megjelentek az általános nyilvános civil "szabványok", technológiák és szervezetek, például az Internet Engineering Task Force (IETF) mint nem-kormányzati szervezet, vagy a World Wide Web Consortium (W3C), egy nem állami konzorcium.
Ezek a jelenségek egyre inkább szükségessé tették, hogy a szabványosítási szervezetek gyorsan és hatékonyan reagáljanak az esetleg előre nem is látható kihívásokra.

## Az ITU "valós idejű" szabványosítási eljárása: 2000-től napjainkig
A ITU területén felmerülő gyakorlati indíttatású, nagy mennyiségű szabványosítási igényre válaszul, az IUT-T áramvonalasította a szervezetét és az eljárásait. Az első indító munkaanyag és elfogadott, teljesértékű ITU-T Ajánlás megjelenése közötti idő ma kevesebb, mint néhány hónap (az estek kisebb részben ennél is kevesebb). Ez azt jelenti, hogy az ITU-T sokkal hatékonyabb jóváhagyási eljárást alkalmaz ma, mint a története során valaha is, ami egyben azt is jelenti, hogy a jóváhagyási eljárás minőséggel kapcsolatos eljárásainak hatékonysága is ugrásszerűen emelkedett.

## A gyakorlathoz való megfelelése miatti változások az ITU-T-ben
Egy szabványnak (amennyiben szükséges) van időbeli fejlődése, vannak valamilyen módosulásai, illetve vannak olyan változatai, amelyek már nem érvényesek. Ez azt jelentette a gyakorlatban, hogy például az 1890-es évek közepén az X.25 (csomagkapcsolt) hálózathoz csatlakozó végberendezéseknél szükséges volt egy olyan működési módot (is) biztosítani, amely lehetővé tette, hogy a berendezés az 1980-ban kiadott (Sárga Könyv), illetve az 1984-ben kiadott (Vörös Könyv) szabványainak megfelelő hálózaton képes legyen működni. Ez a helyzet sajnos még napjainkban is fennáll, különösen ha régebbi szabványról van szó, amelyeket "felülvizsgált" jelzéssel jelölnek, és az eredeti változat "bővítései" változatlan formában érvényben vannak, ugyanakkor újabb kiegészítések is megjelentek, és szintén érvényesek, természetesen az újabb verziókban.
Egy szabvány kialakítható úgy, hogy kiegészítések vagy a bővítések önállóan is érvényesek legyenek, és esetleg helyettesítsék a régi változatot. Az ilyen szabványoknál jelent meg a régi elnevezés megtartása mellett a "bis" vagy a "ter" utótag, például a "V.26bis" és a "V.26ter".

## Sorozatok és Ajánlások
Az ITU-T által kibocsátott Ajánlások nevei egy betűből és egy számból állnak. Például, az X.500, ahol X a sorozat azonosítója, és az 500 a sorozaton belüli azonosító. Amikor egy Ajánlás módosul, akkor (többnyire) megtartja az eredeti azonosítóit, ezért a kiadási év fontos információ egy Ajánlásnál.
Az "X.500" kifejezés egyrészt utal az eredeti X.500 ajánlásra, és utal a hozzá kapcsolódó, X.5xx azonosítójú ajánlás családra is, amelyek egyes területeket részletesebben is meghatároznak.
A legfontosabb ITU-T sorozatok és Ajánlások a következők:

### E – Átfogó hálózati működés, telefon szolgáltatások, szerviz szolgáltatások, emberi tényezők
- - E.123 Jelölések a nemzeti és nemzetközi telefonszámoknál
  - E.163 Számkiosztási terv a nemzetközi telefon szolgáltatásokhoz
  - E.164 A nemzetközi nyilvános telekommunikációs számkiosztás terv
    - 2. Kiegészítés – Számhordozhatóság

### G – Átviteli rendszerek és közegek, digitális rendszerek és hálózatok
- - G.165 Visszhang elnyomás
  - G.711 Hang tömörítés (µ-algoritmus)
  - G.722 Hang tömörítés (széles-sávú)
  - G.722.1 Hang tömörítés (széles-sávú, alacsony bitrátával)
  - G.722.2 Beszéd tömörítés AMR-WB (széles-sávú, alacsony bitrátával)
  - G.723.1 Beszéd tömörítés CELP
  - G.726 Hang tömörítés ADPCM
  - G.728 Beszéd tömörítés LD-CELP
  - G.729 Beszéd tömörítés ACELP
  - G.992.1 ADSL (G.DMT)
  - G.992.2 ADSL (G.Lite)
  - G.992.3/4 ADSL2
  - G.992.5 ADSL2+

### H – Audiovizuális és multimédia rendszerek
- - H.223 Multiplexálási protokoll alacsony bitrátájú multimédiás kommunikációhoz
  - H.225.0 Már ismert, mint RTP
  - H.261 Videó tömörítési szabvány, 1991 körül
  - H.262 Videó tömörítési szabvány (az MPEG-2 2. résszel közös szöveg ), 1994 körül
  - H.263 Videó tömörítési szabvány, 1995 körül
  - H.263v2 (mint a H.263+) Videó tömörítési szabvány, 1998 körül
  - H.264 Videó tömörítési szabvány (technikailag illeszkedik az MPEG-4 part 10-hez), 2003 körül
  - H.320 Keskeny-sávú képtelefon rendszerek és végberendezések
  - H.323 Csomag-alapú multimédia kommunikációs rendszerek
    - D Melléklet – Valós idejű facsimile a H.323 rendszerrel
    - G Melléklet – Szöveg konverziók és szöveg TE
    - J Melléklet – H.323 F Melléklet Biztonság
    - K Melléklet – HTTP alapú, szolgáltatás ellenőrzése szolgáló átviteli csatorna a H.323-ban
    - M Melléklet – Távoli kamera vezérlés
    - M.1 Melléklet – Alcsatorna a jelzési protokollok számára (Qsig) a H.323-ben
    - M.2 Melléklet – Alcsatorna a jelzési protokollok számára (Isup) a H.323-ben

  - H.324 Végberendezés a kis bitrátájú multimédia kommunikációhoz
  - H.332 H.323 bővítése lazán kapcsolt konferenciához

### Q – Központok és jelzések
- - Q.700 A CCITT 7-es számú jelzésrendszerének ismertetése
  - Q.701 A 7-es számú jelzésrendszerének Üzenet átvivő rész (Message Transfer Part) (MTP) funkcionális leírása
  - Q.702 Jelzésrendszer adatkapcsolat
  - Q.703 Jelzésrendszer kapcsolat
  - Q.704 Jelzésrendszer hálózati funkciók és üzenetek
  - Q.705 Jelzésrendszer hálózati struktúra
  - Q.706 Üzenet átvivő rész jelzőrendszer megbízhatósága
  - Q.707 Tesztelés és karbantartás
  - Q.708 Jelzési pont kódok hozzárendelési eljárása
  - Q.709 Elméleti referencia jelzési kapcsolatok
  - Q.710 Egyszerűsített MTP kisebb rendszerekhez
  - Q.711 Jelzéskapcsolatok és ellenőrzési rész funkcionális leírása
  - Q.712 Jelzéskapcsolatok és ellenőrzési rész üzenetek meghatározásai és funkciói
  - Q.713 Jelzéskapcsolatok és ellenőrzési rész formátumok és kódok
  - Q.714 Jelzéskapcsolatok és ellenőrzési rész eljárások
  - Q.715 Jelzéskapcsolatok és ellenőrzési rész felhasználói kézikönyv
  - Q.716 Jelzéskapcsolatok és ellenőrzési rész megbízhatósága
  - Q.931 3. réteg meghatározása ISDN jelzésekhez

### T – Végberendezések telematikai szolgáltatásokhoz
- - T.4 Group 3 átviteli eszközök (mint a Group 3 faxok)
  - T.6 Facsimile kódolási sémák és kódolás ellenőrző funkciók a Group 4 Facsimile berendezésekhez (mint a Group 4 tömörítés)
  - T.30 Eljárások dokumentumok eredetijének átvitelére (T.30e színes fax meghatározások)
  - T.31 és T.32 Fax berendezések és adatvégberendezések közötti interfészek kialakítása
  - T.120 – Adat protokollok multimédia konferenciákhoz
  - T.411 – T.424. Ide tartozik a nyílt dokumentum architektúra (ODA and ODIF), és a szabványosított documentum fájl formátum is

### V – Telefon hálózaton történő hálózati szolgáltatások
- - V.1 Egyenértékűség a bináris jelölő rendszer és a két-feltételes kódolás között
  - V.5 Ajánlás az adat szinkronizálásra a 600, 1200, 2400, 4800 és 9600 bit/s átviteli sebességeknél
  - V.10 Először 1976-ban elfogadott Ajánlás, nemkiegyenlített elektromos áramkörök adatkommunikációs használatára, 100 kbit/s átviteli sebességig
  - V.11 Először 1976-ban elfogadott Ajánlás, kiegyenlített elektromos áramkörök adatkommunikációs használatára, 100 Mbit/s átviteli sebességig
  - V.17 Egy fax protokoll, TCM moduláció esetén, 12 és 14.4 kbit/s sebességektől
  - V.21 Ajánlás full-duplex kommunikációhoz két analóg behívható modem használatával, AFSK modulációval 300 baud-os adatvivő és 300 bit/s átviteli sebességre
  - V.22 Ajánlás full-duplex kommunikációhoz két analóg behívható modem használtával, PSK moduláció használatával 600 baudos adatvivő és 1200 vagy 600 bit/s átviteli sebességre
  - V.22bis A V.22 kiterjesztése QAM modulációval 600 baudos adatvivővel 2400 vagy 1200 bit/s átviteli sebességre, V.22 visszaeső móddal.
  - V.23 Ajánlás half-duplex kommunikációra két analóg behívható modemmel, FSK modulációval 600 vagy 1200 baudos to adatvivőkig 600 vagy 1200 bit/s átviteli sebességig. Egy opcionális 75 baudos ellenirányú csatornával, 75 bit/s-os vivővel.
  - V.24 1964-ben először elfogadott Ajánlás a terminál végberendezések (DTE) és adatvégberendezések (DCE) áramköreinek meghatározásaira. Az Ajánlás megfelel az EIA RS 232: elektromos és fizikai részletek szabványnak, lásd még V.28 és mások.
  - V.25 1968-ban először elfogadott Ajánlás az automatikus hívó és válaszegységgel ellátott behívó berendezésekre, amelyek a V.24 által meghatározott áramköröket használják, különösen automata hívásoknál. magában foglalja a hálózati visszhang tiltást, visszhang elnyomást és felfüggesztést is.
  - V.25bis A V.25 ajánlás kibővítése soros, a V.24 által meghatározott áramkörökre, normál adatátvitelre. A parancsok formája az aszinkron, szinkron, karakter- és bit orientált (HDLC) eljárások számára érvényes.
  - V.26 1968-ban először elfogadott Ajánlás a full-duplex kommunikációra két analóg fix-vonalon működő modemmel, PSK modulációval az 1200 baudos adatviő és a 2400 bit/s átviteli sebességre. Egy opcionális 75 baudos ellenirányú csatornával, 75 bit/s-os vivővel.
  - V.26bis 1968-ban először elfogadott Ajánlás a V.26 Ajánlás kibővítése, half-duplex kapcsolt vonalon működő modemek kezelésére, kiegészítve egy 1200 bit/s sebességre visszaeső (falling-back) opcióval.
  - V.26ter 1968-ban először elfogadott Ajánlás a V.26 ajánlás kibővítése, half-duplex fix- vagy kapcsolt vonalon működő, szinkron vagy aszinkron adatátvitelre alkalmas modemek kezelésére, kiegészítve egy 1200 bit/s sebességre visszaeső (falling-back) opcióval, elválasztott csatornával a visszhang elnyomásra.
  - V.27 1972-ben először elfogadott Ajánlás full-duplex vagy half-duplex kommunikációra két analóg fix vonalon működő modemen PSK modulációval az 1600 baudos adatvivővel 4800 bit/s átviteli sebességre. Egy opcionális 75 baudos ellenirányú csatornával, 75 bit/s-os vivővel.
  - V.27bis 1976-ban először elfogadott Ajánlás a V.27 kiterjesztésére, "fall-back" modulációs sebességgel, V.26 kompatibilitással az 1200 baudos to adatvivővel 2400 bit/s átviteli sebességre. Egy adaptív kiegyenlítő alkalmazása az alacsony minősítésű vonalakra.
  - V.27ter a V.27bis bővítése behívható vonalakra.
  - V.28 1972-ben először elfogadott Ajánlás az nemkiegyenlített elektromos áramkörök adatátviteli használatára. A V.24 áramkörök meghatározásával együtt az IS 2110 szerinti, 25 érintkezős csatlakozókkal és érintkező kiosztással, ami kompatibilis az EIA RS 232-vel.
  - V.29 1976-ban először elfogadott Ajánlás a full-duplex kommunikációra két analóg, fix-vonalon működő modem és QAM modulációval a 2400 baudos szinkron adatvivő és 9600 bit/s átviteli sebességre. A visszaesési ráták 7200 és 4800 bit/s, 2400 baudos moduláció mellett. A 7200, 4800 és 2400 bit/s-os alcsatornák multiplexálása összesen 9600 bit/s sebességig opcionálisan. Az ajánlás elsődlegesen a fax átvitelének támogatására készült.
  - V.32 1984-ben először elfogadott Ajánlás full-duplex analóg kapcsolt- vagy fix-vonalon működő modem, QAM modulációval és 2400 baudos adatvivővel a 9600/4800/2400 bit/s átviteli sebességű csoportjára.
  - V.32bis Duplex modem működése és adatátvitel 14 400 bit/s sebességig, általános kapcsolt telefon hálózaton és bérelt pont-pont, 2 huzalos telefon áramkörökön, visszaeséssel 12 kbit/s-ig.
  - V.34 full-duplex adatkommunikáció 28 800 bit/s sebességig, visszaesés az alacsonyabb sebességre, a távoli modem sebességétől és a telefon vonal jellemzőtől függően. Ez az Ajánlás nem hivatalosan mint V.Fast ismert, az ezt megelőző pedig V.FC (V.FastClass).
  - V.34bis Adatkommunikációs protokoll full-duplex adatátvitel esetén, 33,6 kbit/s adatátviteli sebességig, analóg modemek között, behívható vonalakon keresztül.
  - V.42 Hibajavító protokoll
  - V.42bis Adattömörítési eljárások a hálózati adatvégberendezés (DCE) által használt hibajavító eljárások esetén, amelyek hibamentes átvitelt próbálják megvalósítani zajmentes telefonvonalon. A CCITT 1990-ben hagyta jóvá.
  - V.44 Adat tömörítési protokoll
  - V.90 Egy digitális és egy analóg modem pár használata a nyilvános kapcsolt telefon hálózaton (Public Switched Telephone Network PSTN) 56 000 bit/s letöltési sebességig és 33 600 bit/s ellenirányú sebességig, PCM moduláció a letöltési irányban és QAM moduláció ellenirányban. A V.90 Mode 2-ben a PCM ellenirányban szintén megengedett. Ez az Ajánlás nem hivatalosan mint V.Last ismert, és a modemek V.Last kompatibilisek vagy upgrade-elhetők. A szabvány kiadása előtt két teljes ipari szabvány volt érvényben az 56 kbit/s letöltési jelzésre, az X2 és a K56flex. A K56flex egyesíti a K56 és az 56flex szabványokat.
  - V.92 Digitális és analóg modem párok használata a POTS egyszerű telefonhálózatok esetén, 56 kbit/s átviteli sebességig, PCM használatával, kétirányú átkódolással, és "Modem-on-Hold" technológia használatával. A V.90 Mode 2. továbbfejlesztése

### X – Adathálózatok és nyílt rendszerek közötti kommunikáció
- - X.1 Nyilvános ISDN hálózatok nemzetközi felhasználói szolgáltatási osztályai, hozzáférési kategóriái
  - X.3 A végberendezések listája és beállított attribútumai.
  - X.21 Szinkron adatvégberendezések és adathálózati végberendezések közötti interfészek, nyilvános adathálózatokon
  - X.25 Adatvégberendezések (Data Terminal Equipment (DTE)) és adathálózati végberendezések (Data Circuit-terminating Equipment (DCE)) közötti interfészek és csomag kapcsolt nyilvános adathálózatra kapcsolódó végberendezések számára
  - X.29 A 4. szint (vagy viszonylati réteg, az ISO-protokollok szerint) meghatározása az X.25 kommunikációhoz. Hívás felépítés és X.3 paraméterek egyeztetése az X.29 protokoll segítségével.
  - X.75 Interfészek a adathálózati végberendezések között a hálózatban. X.25-ös üzenetek átvitele.
  - X.110 Nemzetközi útvonalirányítási (routing) alapelvek és útvonalirányítási tervek a nyilvános hálózatokhoz.
  - X.121 Nemzetközi számkiosztási terv a nyilvános adathálózatokhoz (X.25 címzések).
  - X.200 Információ technológia – nyílt rendszerek összekapcsolása – Alap Referencia Modell: Az alap modell
  - X.208 Az Absztrakt Szintaktikai Jelölések (Notation) Egy meghatározása (ASN.1) (érvénytelen, az X.680 helyettesíti)
  - X.209 Alap visszakódolási szabályok meghatározása az Absztrakt Szintaktikai Jelölések Egy-ben (ASN.1) (érvénytelen, az X.690 helyettesíti)
  - X.400 Üzenet kezelési szolgáltatások: üzenet kezelő rendszerek és szolgáltatások áttekintése
  - X.500 Információ technológia – nyílt rendszerek összekapcsolása – A szótár: koncepcionális összefoglaló, modellek és szolgáltatások (közös szöveg a ISO/IEC-el)
  - X.509 Információ technológia – nyílt rendszerek összekapcsolása – A szótár: nyilvános kulcs és attribútumok igazolási keretrendszer.
  - X.520 Információ technológia – nyílt rendszerek összekapcsolása – A szótár: – Választott attribútum típusok
  - X.521 Információ technológia – nyílt rendszerek összekapcsolása – A szótár: – Választott objektum osztályok
  - X.680 sorozat – ASN.1 Szintaxis meghatározása
  - X.690 sorozat – ASN.1 visszakódolási szabályok
  - X.700 Menedzsment keretrendszer a CCITT alkalmazások nyílt rendszerekkel történő összekötéséhez
  - X.701 Információ technológia – nyílt rendszerek összekapcsolása – Rendszer menedzsment áttekintése
  - X.800 Biztonsági architektúra a CCITT alkalmazások nyílt rendszerekkel történő összekapcsolásához

### Z – Nyelvek és általános szoftver szempontok a telekommunikációs rendszereknél
- Z.200 A programozási nyelv CHILL

## Egyéb kapcsolódó területek
- Az ITU-T hivatalos honlapja
- Az összes ITU-T ajánlás